# Мультиматограф
«Мультиматограф» — ежегодный открытый международный фестиваль мультимедийного творчества, проходивший в Вологде с 2005 по 2014 год. С 2015 года фестиваль называется Multimatograf demoparty и проходит в виде демопати. До 2010 года назывался ежегодным открытым фестивалем некоммерческого компьютерного анимационного и видеотворчества.
«Мультиматограф» является некоммерческим фестивалем, организовывается за счёт работы добровольцев и привлечённых средств (бизнес, органы власти, частные лица). По словам организаторов, «Коммерция никогда не была прямой целью фестиваля. „Мультиматограф“ — это, в первую очередь, площадка аккумуляции передовых мультимедийных технологий и творчества как мощного средства выражения идей. А уже логичное следствие этого — полезные связи, знакомства, появление новых идей, рождение проектов, бизнесов в сфере мультимедиа и креативной экономики в целом».

## Номинации и мероприятия фестиваля

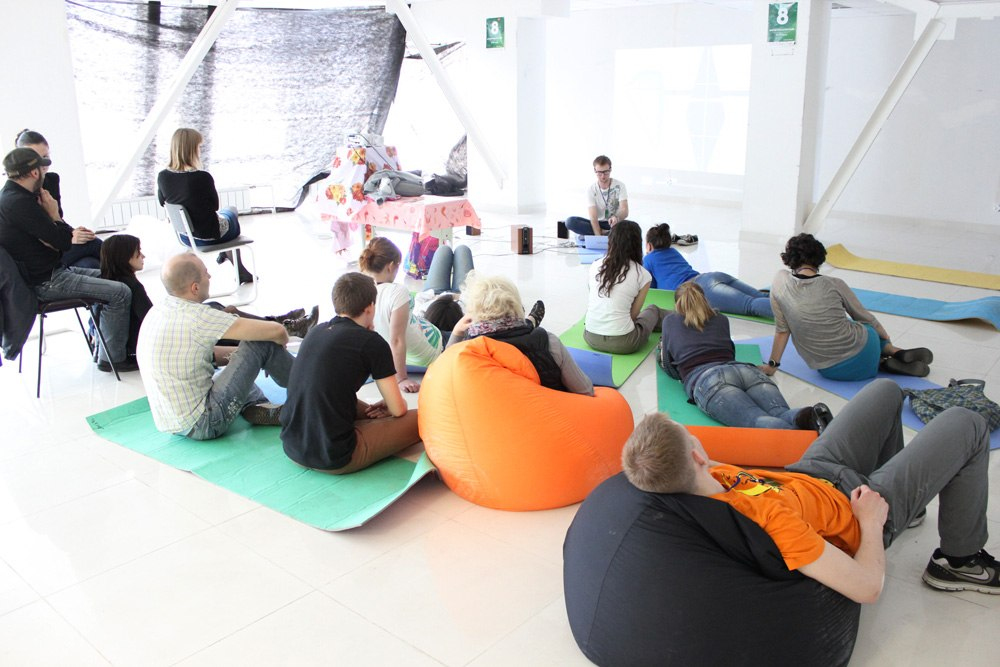
Василий Филатов рассказывает о саунд-дизайне в интерактивных проектах.

Номинации конкурсной программы фестиваля
- мультфильм
- короткометражный фильм
- клип
- видео-арт
- дичь

Фестивальная программа

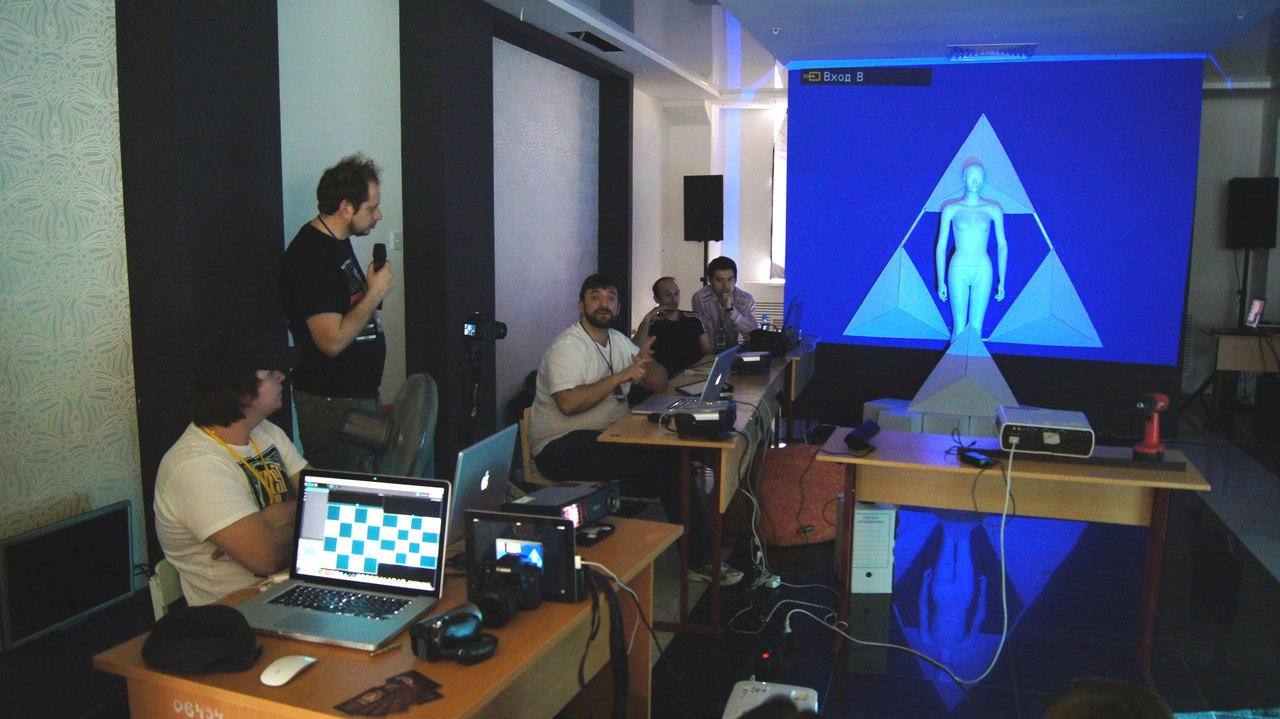
VJ-секция на Мультиматографе

- показы (конкурсные, внеконкурсные, другие)
- мастер-классы, семинары, круглые столы
- интерактивная выставка + old games
- демосцена
- VJ-секция
- вечеринки
- гала-концерт с церемонией награждения
- after-party

## Принципы фестиваля
- творчество и созидание
- свобода самовыражения
- доступность знаний
- равные возможности
- прозрачность и неангажированность
- партиципация в организации

## Организаторы фестиваля

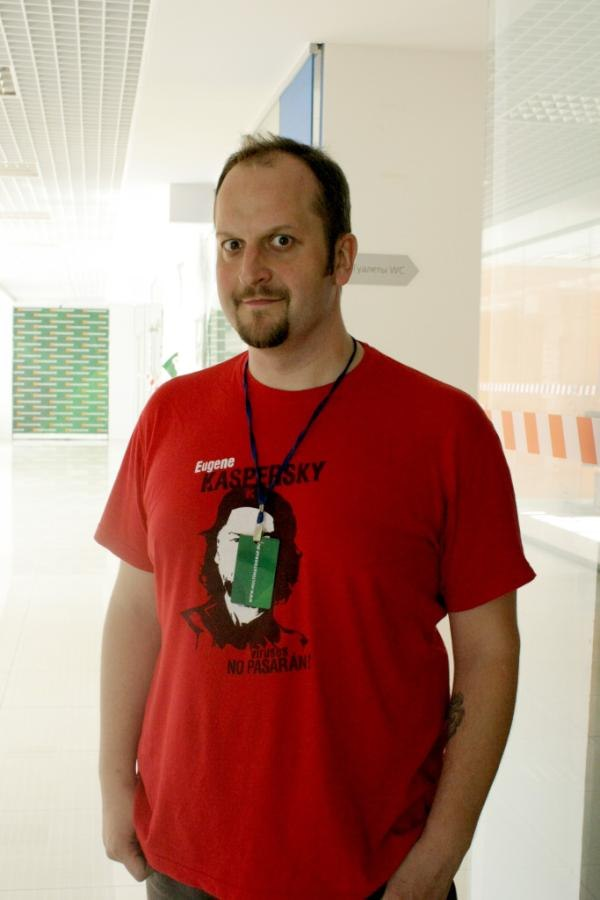
Директор и продюсер фестиваля Максим Петряев

Учредитель и организатор: Некоммерческое партнёрство мультимедийного творчества «Мультиматограф» (создано в 2010 году, до этого — Творческое объединение «ТОННА» и студия NorDance).
Члены партнёрства: Алексей Зорин (Вологда), Евгений Краснов (Вологда), Андрей Маринов (Вологда), Максим Петряев (Вологда), Евгений Целик (Вологда), студия «Toonbox» (Москва).
Директор и продюсер фестиваля: Максим Петряев.
Заместитель директора по организационным вопросам: Надежда Суровцева.
Заместитель директора по продвижению: Ксения Шорохова.

## История создания фестиваля
Фестиваль родился весной 2004 года. Его основателями считаются Алексей Зорин (специалист по мультимедиа-технологиям), Евгений Краснов (общественный деятель), Максим Петряев (событийный инженер), Александр Соболев (дизайнер), Евгений Целик (виджей).
Десятый фестиваль «Мультиматограф» состоялся в 2014 году. В нём приняли участие представители 18 стран мира, в числе которых Россия, Австралия, Великобритания, Германия, Колумбия, Португалия, Франция, Канада, Испания, Израиль, Иран и другие. На суд экспертов было представлено 129 работ.
В 2015 году из-за финансовой и общественно-политической ситуации фестиваль состоялся в предельно усечённом виде.

## Работы-победители 1-8 фестивалей

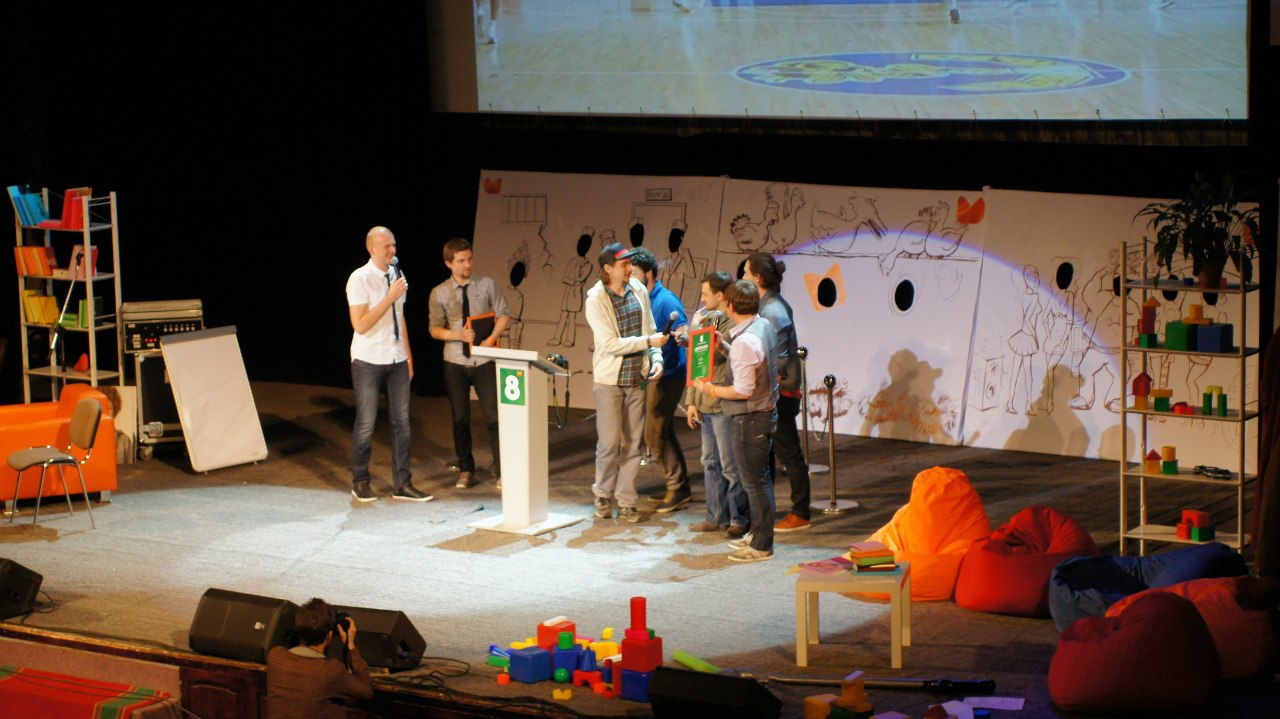
Гала-концерт восьмого Мультиматографа

- «Свидание», Дмитрий Козырев (Череповец).
- «Меня зовут Шнур» (группа «Ленинград»), студия TOONDRA (Санкт-Петербург).
- «Шестеренки», Алексей Петров (Санкт-Петербург).
- «Gling GLo», Виталий Стафеев (Оренбург).
- «Папина библиотека», Андрей Бахурин, (Санкт-Петербург).
- «Носит-уносит», Максим Шевченко, Донецк.
- «Мечта», Елена Писаренко (Вологодская область, г. Сокол).
- «Loop», Максим Лущик (Санкт-Петербург).
- «РасГИЛЬдяй», ShowReel Ltd (Санкт-Петербург).
- «Капитал», ТО «Дети Солнца» (Минск-Москва).
- «Пингвинопереворачиватель», Анастасия Майстренко (Москва).
- «I like birds», Владимир Посохин (Санкт Петербург).
- «Танец-эскиз», Алексей Дубровин (Санкт-Петербург)
- «Grey», Иван Русев (София, Болгария).
- «Lifegraphics», Анастасия Майстренко (Москва).
- «Джемсейшн», Сабир Джандаров (Москва).
- «Мишка и его сон», Анатолий Гейко (Барнаул).
- «Загадки шамана» (часть 1, часть 2), Артур Меркуров (Москва).
- «Радиочай», Sodazot (Москва).
- «Мой сосед — кришнаит», студия «Воскресение».
- «Медленный снег», Андрей Стволинский (Москва).
- «Бог и сиротка», творческое объединение «420» (Россия-Украина).
- «Шла Саша по шоссе», Сергей Меринов (Москва).
- «Инфляция Анимации», Константин Коновалов и Ирина Неустроева (Москва).
- «Persian Dance», Masoud Moein (Тегеран, Иран).
- «Хождение по МуХам», Захарченко Алексей (Ростов-на-Дону).
- «Томатная история», Полиектовы Татьяна и Ольга (Санкт-Петербург).
- Buhar Jerreau «Мост», Лымарев Егор (Санкт-Петербург).
- «Своё дело», АМ-Студио (Вологда).
- «Полено», Алексей Романов (Пермь).

## Жюри, гости и партнёры фестиваля
Иван Дембицкий (Flash-разработчик), Павел Мунтян (продюсер анимационного кино), Алексей Дубровин (режиссёр, продюсер), Всеволод Потапов (основатель компьютерного фестиваля Chaos Constructions), Георгий Молодцов (режиссёр, преподаватель ВГИКа, руководитель портала www.socreklama.ru), Гаэль Абегг-Готье aka Mr Lupin (виджей), Карлос Ласкано (режиссёр, аниматор), Алексей Котёночкин (режиссёр, художник-постановщик, аниматор), Борис Кислицын (директор по развитию Аудиовизуальной Академии), Алексей Прокопов (специалист по композитингу), Василий Филатов (саунд-дизайнер, звукорежиссёр), Сергей Астахов (оператор) и другие.
В 2012 году гостем «Мультиматографа» стал режиссёр «Бивиса и Баттхеда» Майк де Севе, в 2014 году — один из создателей «Утиных историй» Джим Магон.
Генеральный партнёр фестиваля — студия «Toonbox».

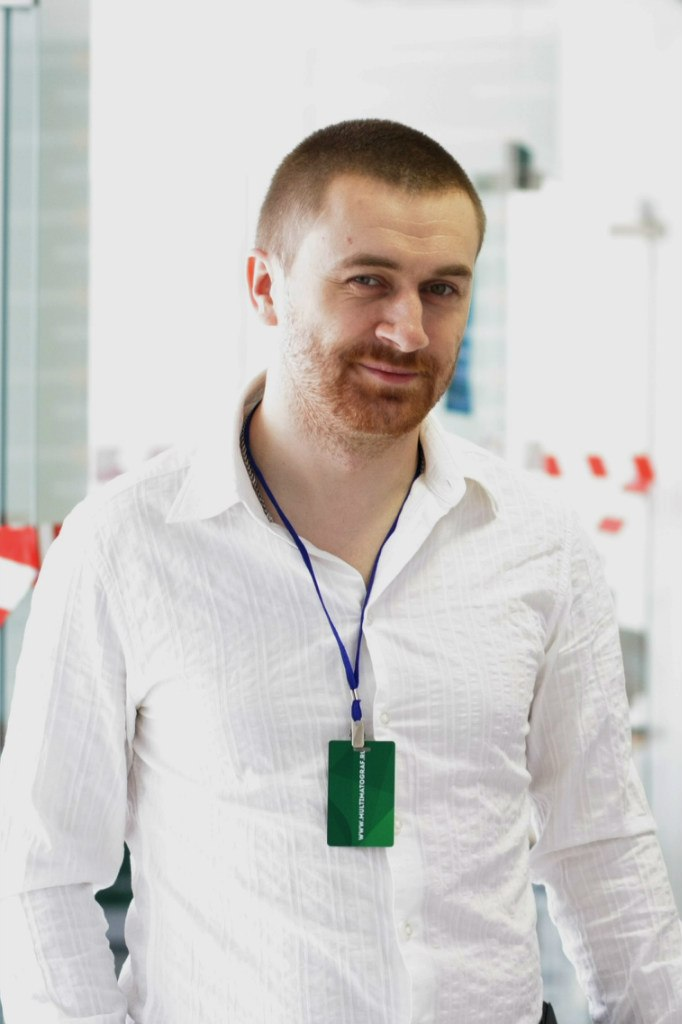
Павел Мунтян на восьмом Мультиматографе